# Oranje berkenboleet
De oranje berkenboleet (Leccinum versipelle, soms ook Boletus testaceo-scaber) is een eetbare paddenstoel uit de familie Boletaceae. De soort staat op de Nederlandse Rode Lijst van paddenstoelen als bedreigd.

## Kenmerken
Hoed
De oranjerode hoed van deze boletensoort heeft een doorsnede van maximum 15 cm en is half bolvormig. Aan de randen loopt hij vliezig uit. 
Steel
De steel heeft een lengte van 10 tot 18 cm en een dikte van 2 tot 3 cm. Het oppervlak is wit of lichtgrijs, bedekt met kleine zwarte schubben, die bij oudere exemplaren bruin worden.
Buisjes
De wit tot geligbruine buisjes zijn klein en rondom de steel ingezakt. 
Vlees
Bij aansnijden is het vlees van de paddenstoel wit, dit verkleurt echter snel naar blauw. 
Sporenprint
De sporenprint is bruinig. 

### Microscopische kenmerken
De sporen zijn glad, elliptisch-spindelvormig en 13–16 × 4–5 μm groot.

## Habitat
Zoals de naam doet vermoeden, groeit de oranje berkenboleet voornamelijk bij berken. Vooral op de heide en andere zure grond is de soort algemeen voorkomend.

## Toepassingen
Deze paddenstoel (vruchtlichaam) is vanwege zijn uitstekende smaak een geliefkoosd ingrediënt in de keuken. Bij de bereiding kleurt het vlees van de paddenstoel zwart.